# ابرچی ازه
ابرچی ازه (انگلیسی: Eberechi Eze؛ زادهٔ ۲۹ ژوئن ۱۹۹۸) بازیکن فوتبال اهل بریتانیا است که برای باشگاه فوتبال آرسنال بازی می‌کند.
از باشگاه‌هایی که در آن بازی کرده‌است می‌توان به باشگاه فوتبال کویینز پارک رنجرز و باشگاه فوتبال وایکام واندررز اشاره کرد.
او در لندن بزرگ از پدر و مادر نیجریه‌ای به دنیا آمد. او فوتبال خود را با باشگاه فوتبال آرسنال شروع کرد و سپس در سیزده سالگی به فولام و سال بعد به ردینگ و سپس به میلوال پیوست.
در اوت سال ۲۰۲۰ حز با قراردادی ۵ ساله با مبلغی در حدود ۱۷ میلیون پوند با تیم لیگ برتری کریستال پالاس قرارداد امضا کرد. حز اولین گل خود را برای کریستال پالاس در هفتم نوامبر با یک ضربه آزاد مستقیم در مقابل لیدز یونایتد به ثمر رساند. پس از جدایی آندروس تاونزند در شروع فصل ۲۰۲۲-۲۰۲۱ ازه پیراهن شماره ۱۰ باشگاه را به تن می‌کند.
وی همچنین در تیم‌های ملی فوتبال زیر ۲۰ سال انگلستان و زیر ۲۱ سال انگلستان بازی کرده‌است.